# Ли Джуён (футболист)
Ли Джу Ён (кор. 이주용; 26 сентября 1992) — футболист Республики Корея, защитник клуба «Чонбук Хёндэ Моторс». В 2015 году сыграл три матча за национальную сборную Республики Корея.

## Карьера
В 2011 году Ли Джу Ён был выбран на драфте Кей-Лиги клубом «Чонбук Хёндэ Моторс», после чего продолжил обучение в университете Тона. В январе 2014 года он присоединился к своему клубу. В 2017 году он был отдан в аренду клубу «Асан Мугунхва», выступающему в Кей-Лиге Челлендж (второй дивизион), на два года в качестве альтернативы военной службе.
11 июня 2015 года Ли Джу Ён дебютировал в национальный сборной Республики Корея в товарищеском матче с командой ОАЭ. Вместе со сборной он выиграл Кубок Восточной Азии 2015 года.